# Élections territoriales de 2021 en Guyane
Pour un article plus général, voir Élections régionales françaises de 2021.
Les élections territoriales de 2021 en Guyane ont lieu les 20 et 27 juin 2021 afin de renouveler les membres de l'assemblée de la collectivité territoriale unique de la Guyane.

## Contexte
Les précédentes élections en 2015 voient la reconduction du parti Guyane rassemblement (GR) mené par Rodolphe Alexandre. Ce dernier se maintient par conséquent à la tête de l'Assemblée.

## Système électoral
L'assemblée de Guyane est dotée de 55 sièges pourvus pour six ans selon un système mixte à finalité majoritaire. Il est fait recours au scrutin proportionnel plurinominal mais celui-ci est combiné à une prime majoritaire de 11 sièges attribuée à la liste arrivée en tête, si besoin en deux tours de scrutin. Le territoire est divisé en huit sections électorales. Les électeurs votent pour une liste fermée de candidats, sans panachage ni vote préférentiel. Les listes doivent respecter la parité en comportant alternativement un candidat homme et une candidate femme.
Au premier tour, la liste ayant obtenu la majorité absolue des suffrages exprimés remporte la prime majoritaire de 11 sièges répartis entre les huit sections, et les sièges restants sont répartis à la proportionnelle selon la règle de la plus forte moyenne entre toutes les listes ayant franchi le seuil électoral de 5 % des suffrages exprimés au niveau de la collectivité, y compris la liste arrivée en tête.
Si aucune liste n'a recueilli la majorité absolue, un second tour est organisé entre toutes les listes ayant obtenu au moins 10 % des suffrages exprimés au premier tour. Les listes ayant obtenu au moins 5 % peuvent néanmoins fusionner avec les listes pouvant se maintenir. La répartition des sièges se fait selon les mêmes règles qu'au premier tour, la seule différence étant que la prime majoritaire est attribuée à la liste arrivée en tête, qu'elle ait obtenu ou non la majorité absolue.

## Liste des candidats

### Têtes de liste par secteur au premier tour
| Listes | Listes                                | Cayenne                   | Petite Couronne         | Grande Couronne             | Oyapock               | Savanes                        | Haut-Maroni           | Saint-Laurent-du-Maroni  | Basse-Mana                |
| ------ | ------------------------------------- | ------------------------- | ----------------------- | --------------------------- | --------------------- | ------------------------------ | --------------------- | ------------------------ | ------------------------- |
|        | Guyane Kontré pour avancer            | Gabriel Serville (Péyi G) | Philippe Bouba (LFI)    | Emmanuel Prince (Péyi G)    | Bruno Pépin (DVG)     | Annie Robinson-Chocho (Péyi G) | Raymond Deye (DVG)    | Owen Attica (DVG)        | Jocelyn Thérèse (FOAG)    |
|        | Guyane                                | Chester Leonce (NFG)      | Aïssatou Chambaud (DVG) | Karine Cresson-Ibris (MDES) | René Monerville (GE)  | Adelson Magloire (AGEG)        | Samagnan Djo (DVG)    | Jean-Paul Fereira (AGEG) | Tiarrah Steenwinkel (DVG) |
|        | Changer d'air                         | Muriel Briquet (DVG)      | Jonathan Jair (DVG)     | Valérie Salasc (DVG)        | Ophélie Panapuy (DVG) | Claude Koanting (DVG)          | François Bagadi (DVG) | Jessi Américain (DVG)    | Christine Lola (DVG)      |
|        | Unis et engagés pour notre territoire | Rodolphe Alexandre (GR)   | Claude Plenet (DVC)     | Jean-Claude Labrador (DVC)  | Pierre Désert (GR)    | François Ringuet (GR)          | Denis Galimot (DVC)   | Crépin Kezza (DVC)       | Albéric Benth (DVC)       |

## Résultats

### Global
|                          |                          |                              |              |              |             |             |        |     |  |  |  |  |  |  |
| Tête de liste            | Tête de liste            | Liste                        | Premier tour | Premier tour | Second tour | Second tour | Sièges | +/- |  |  |  |  |  |  |
| Tête de liste            | Tête de liste            | Liste                        | Voix         | %            | Voix        | %           | Sièges | +/- |  |  |  |  |  |  |
|                          | Gabriel Serville         | Péyi G-LFI-G·s-MJR-FOAG      | 9 510        | 27,68        | 25 342      | 54,83       | 35     | 19  |  |  |  |  |  |  |
|                          | Jean-Paul Fereira        | AGEG-PSG-GE-MDES-Walwari-NFG | 8 020        | 23,34        | 25 342      | 54,83       | 35     | 19  |  |  |  |  |  |  |
|                          | Jessi Américain          | DVG                          | 1 811        | 5,27         | 25 342      | 54,83       | 35     | 19  |  |  |  |  |  |  |
|                          | Rodolphe Alexandre       | GR                           | 15 020       | 43,71        | 20 876      | 45,17       | 20     | 15  |  |  |  |  |  |  |
|                          |                          |                              |              |              |             |             |        |     |  |  |  |  |  |  |
| Suffrages exprimés       | Suffrages exprimés       | Suffrages exprimés           | 34 361       | 96,99        | 46 218      | 97,20       |        |     |  |  |  |  |  |  |
| Votes blancs             | Votes blancs             | Votes blancs                 | 533          | 1,50         | 698         | 1,47        |        |     |  |  |  |  |  |  |
| Votes nuls               | Votes nuls               | Votes nuls                   | 532          | 1,50         | 632         | 1,33        |        |     |  |  |  |  |  |  |
| Total                    | Total                    | Total                        | 35 426       | 100          | 47 548      | 100         | 55     | 4   |  |  |  |  |  |  |
| Abstentions              | Abstentions              | Abstentions                  | 66 392       | 65,21        | 54 091      | 53,22       |        |     |  |  |  |  |  |  |
| Inscrits / Participation | Inscrits / Participation | Inscrits / Participation     | 101 818      | 34,79        | 101 639     | 46,78       |        |     |  |  |  |  |  |  |

### Par sections électorales

Sections électorales

#### Section de Cayenne
| Tête de liste            | Tête de liste            | Liste                        | Premier tour | Premier tour | Second tour | Second tour | Sièges | +/-           |
| Tête de liste            | Tête de liste            | Liste                        | Voix         | %            | Voix        | %           | Sièges | +/-           |
| ------------------------ | ------------------------ | ---------------------------- | ------------ | ------------ | ----------- | ----------- | ------ | ------------- |
|                          | Gabriel Serville         | Péyi G-LFI-G·s-MJR-FOAG      | 2 822        | 36,78        | 6 680       | 64,40       | 9      |               |
|                          | Chester Leonce           | NFG-AGEG-PSG-GE-MDES-Walwari | 1 915        | 24,96        | 6 680       | 64,40       | 9      |               |
|                          | Muriel Briquet           | DVG                          | 303          | 3,95         | 6 680       | 64,40       | 9      |               |
|                          | Rodolphe Alexandre       | GR                           | 2 632        | 34,31        | 3 693       | 35,60       | 3      |               |
|                          |                          |                              |              |              |             |             |        |               |
| Suffrages exprimés       | Suffrages exprimés       | Suffrages exprimés           | 7 672        | 96,81        | 10 373      | 96,84       |        |               |
| Votes blancs             | Votes blancs             | Votes blancs                 | 108          | 1,36         | 159         | 1,48        |        |               |
| Votes nuls               | Votes nuls               | Votes nuls                   | 145          | 1,83         | 180         | 1,68        |        |               |
| Total                    | Total                    | Total                        | 7 925        | 100          | 10 712      | 100         | 12     | en stagnation |
| Abstentions              | Abstentions              | Abstentions                  | 16 703       | 67,82        | 13 925      | 56,52       |        |               |
| Inscrits / Participation | Inscrits / Participation | Inscrits / Participation     | 24 628       | 32,18        | 24 637      | 43,48       |        |               |

#### Section de la petite Couronne
| Tête de liste            | Tête de liste            | Liste                        | Premier tour | Premier tour | Second tour | Second tour | Sièges | +/-           |
| Tête de liste            | Tête de liste            | Liste                        | Voix         | %            | Voix        | %           | Sièges | +/-           |
| ------------------------ | ------------------------ | ---------------------------- | ------------ | ------------ | ----------- | ----------- | ------ | ------------- |
|                          | Claude Plenet            | GR                           | 3 446        | 36,21        | 4 837       | 39,48       | 3      |               |
|                          | Philippe Bouba           | LFI-Péyi G-G·s-MJR-FOAG      | 3 152        | 33,12        | 7 415       | 60,52       | 8      |               |
|                          | Aïssatou Chambaud        | AGEG-PSG-GE-MDES-Walwari-NFG | 2 513        | 26,41        | 7 415       | 60,52       | 8      |               |
|                          | Jonathan Jair            | DVG                          | 405          | 4,26         | 7 415       | 60,52       | 8      |               |
|                          |                          |                              |              |              |             |             |        |               |
| Suffrages exprimés       | Suffrages exprimés       | Suffrages exprimés           | 9 516        | 96,43        | 12 252      | 96,59       |        |               |
| Votes blancs             | Votes blancs             | Votes blancs                 | 194          | 1,97         | 251         | 1,98        |        |               |
| Votes nuls               | Votes nuls               | Votes nuls                   | 158          | 1,60         | 181         | 1,43        |        |               |
| Total                    | Total                    | Total                        | 9 868        | 100          | 12 684      | 100         | 11     | en stagnation |
| Abstentions              | Abstentions              | Abstentions                  | 15 956       | 61,79        | 13 142      | 50,89       |        |               |
| Inscrits / Participation | Inscrits / Participation | Inscrits / Participation     | 25 824       | 38,21        | 25 826      | 49,11       |        |               |

#### Section de la grande Couronne
| Tête de liste            | Tête de liste            | Liste                        | Premier tour | Premier tour | Second tour | Second tour | Sièges | +/-           |
| Tête de liste            | Tête de liste            | Liste                        | Voix         | %            | Voix        | %           | Sièges | +/-           |
| ------------------------ | ------------------------ | ---------------------------- | ------------ | ------------ | ----------- | ----------- | ------ | ------------- |
|                          | Jean-Claude Labrador     | GR                           | 1 600        | 41,38        | 2 081       | 40,48       | 1      |               |
|                          | Emmanuel Prince          | Péyi G-LFI-G·s-MJR-FOAG      | 1 331        | 34,42        | 3 060       | 59,52       | 3      |               |
|                          | Karine Cresson-Ibris     | MDES-AGEG-PSG-GE-Walwari-NFG | 798          | 20,64        | 3 060       | 59,52       | 3      |               |
|                          | Valérie Salasc           | DVG                          | 138          | 3,57         | 3 060       | 59,52       | 3      |               |
|                          |                          |                              |              |              |             |             |        |               |
| Suffrages exprimés       | Suffrages exprimés       | Suffrages exprimés           | 3 867        | 96,31        | 5 141       | 96,22       |        |               |
| Votes blancs             | Votes blancs             | Votes blancs                 | 78           | 1,94         | 105         | 1,97        |        |               |
| Votes nuls               | Votes nuls               | Votes nuls                   | 70           | 1,74         | 97          | 1,82        |        |               |
| Total                    | Total                    | Total                        | 4 015        | 100          | 5 343       | 100         | 4      | en stagnation |
| Abstentions              | Abstentions              | Abstentions                  | 6 285        | 61,02        | 4 961       | 48,15       |        |               |
| Inscrits / Participation | Inscrits / Participation | Inscrits / Participation     | 10 300       | 38,99        | 10 304      | 51,85       |        |               |

#### Section de l'Oyapock
| Tête de liste            | Tête de liste            | Liste                        | Premier tour | Premier tour | Second tour | Second tour | Sièges | +/-           |
| Tête de liste            | Tête de liste            | Liste                        | Voix         | %            | Voix        | %           | Sièges | +/-           |
| ------------------------ | ------------------------ | ---------------------------- | ------------ | ------------ | ----------- | ----------- | ------ | ------------- |
|                          | Pierre Désert            | GR                           | 1 189        | 77,76        | 1 533       | 80,51       | 2      |               |
|                          | René Monerville          | GÉ-AGEG-PSG-MDES-Walwari-NFG | 188          | 12,30        | 371         | 19,49       | 1      |               |
|                          | Bruno Pépin              | Péyi G-LFI-G·s-MJR-FOAG      | 131          | 8,57         | 371         | 19,49       | 1      |               |
|                          | Ophélie Panapuy          | DVG                          | 21           | 1,37         | 371         | 19,49       | 1      |               |
|                          |                          |                              |              |              |             |             |        |               |
| Suffrages exprimés       | Suffrages exprimés       | Suffrages exprimés           | 1 529        | 98,08        | 1 904       | 98,60       |        |               |
| Votes blancs             | Votes blancs             | Votes blancs                 | 10           | 0,64         | 16          | 0,83        |        |               |
| Votes nuls               | Votes nuls               | Votes nuls                   | 20           | 1,28         | 11          | 0,57        |        |               |
| Total                    | Total                    | Total                        | 1 559        | 100          | 1 931       | 100         | 3      | en stagnation |
| Abstentions              | Abstentions              | Abstentions                  | 1 760        | 53,03        | 1 355       | 41,24       |        |               |
| Inscrits / Participation | Inscrits / Participation | Inscrits / Participation     | 3 319        | 46,97        | 3 286       | 58,76       |        |               |

#### Section des Savanes
| Tête de liste            | Tête de liste            | Liste                        | Premier tour | Premier tour | Second tour | Second tour | Sièges | +/-           |
| Tête de liste            | Tête de liste            | Liste                        | Voix         | %            | Voix        | %           | Sièges | +/-           |
| ------------------------ | ------------------------ | ---------------------------- | ------------ | ------------ | ----------- | ----------- | ------ | ------------- |
|                          | François Ringuet         | GR                           | 1 848        | 43,64        | 2 623       | 43,01       | 2      |               |
|                          | Annie Robinson-Chocho    | Péyi G-LFI-G·s-MJR-FOAG      | 1 360        | 32,11        | 3 475       | 56,99       | 4      |               |
|                          | Adelson Magloire         | AGEG-PSG-GE-MDES-Walwari-NFG | 881          | 20,80        | 3 475       | 56,99       | 4      |               |
|                          | Claude Koanting          | DVG                          | 146          | 3,45         | 3 475       | 56,99       | 4      |               |
|                          |                          |                              |              |              |             |             |        |               |
| Suffrages exprimés       | Suffrages exprimés       | Suffrages exprimés           | 4 235        | 96,47        | 6 098       | 96,96       |        |               |
| Votes blancs             | Votes blancs             | Votes blancs                 | 79           | 1,80         | 102         | 1,62        |        |               |
| Votes nuls               | Votes nuls               | Votes nuls                   | 76           | 1,73         | 89          | 1,42        |        |               |
| Total                    | Total                    | Total                        | 4 390        | 100          | 6 289       | 100         | 6      | en stagnation |
| Abstentions              | Abstentions              | Abstentions                  | 9 485        | 68,36        | 7 593       | 54,70       |        |               |
| Inscrits / Participation | Inscrits / Participation | Inscrits / Participation     | 13 875       | 31,64        | 13 882      | 45,30       |        |               |

#### Section du Haut-Maroni
| Tête de liste            | Tête de liste            | Liste                        | Premier tour | Premier tour | Second tour | Second tour | Sièges | +/-           |
| Tête de liste            | Tête de liste            | Liste                        | Voix         | %            | Voix        | %           | Sièges | +/-           |
| ------------------------ | ------------------------ | ---------------------------- | ------------ | ------------ | ----------- | ----------- | ------ | ------------- |
|                          | Denis Galimot            | GR                           | 1 581        | 61,49        | 2 227       | 66,22       | 4      |               |
|                          | Samagnan Djo             | AGEG-PSG-GE-MDES-Walwari-NFG | 436          | 16,96        | 1 136       | 33,78       | 3      |               |
|                          | François Bagadi          | DVG                          | 328          | 12,76        | 1 136       | 33,78       | 3      |               |
|                          | Raymond Deye             | Péyi G-LFI-G·s-MJR-FOAG      | 226          | 8,79         | 1 136       | 33,78       | 3      |               |
|                          |                          |                              |              |              |             |             |        |               |
| Suffrages exprimés       | Suffrages exprimés       | Suffrages exprimés           | 2 571        | 98,88        | 3 363       | 99,41       |        |               |
| Votes blancs             | Votes blancs             | Votes blancs                 | 9            | 0,35         | 10          | 0,30        |        |               |
| Votes nuls               | Votes nuls               | Votes nuls                   | 20           | 0,77         | 10          | 0,30        |        |               |
| Total                    | Total                    | Total                        | 2 600        | 100          | 3 383       | 100         | 7      | en stagnation |
| Abstentions              | Abstentions              | Abstentions                  | 4 247        | 62,03        | 3 297       | 49,36       |        |               |
| Inscrits / Participation | Inscrits / Participation | Inscrits / Participation     | 6 847        | 37,97        | 6 680       | 50,64       |        |               |

#### Section de Saint-Laurent-du-Maroni
| Tête de liste            | Tête de liste            | Liste                        | Premier tour | Premier tour | Second tour | Second tour | Sièges | +/-           |
| Tête de liste            | Tête de liste            | Liste                        | Voix         | %            | Voix        | %           | Sièges | +/-           |
| ------------------------ | ------------------------ | ---------------------------- | ------------ | ------------ | ----------- | ----------- | ------ | ------------- |
|                          | Crépin Kezza             | GR                           | 1 927        | 54,44        | 2 796       | 52,79       | 4      |               |
|                          | Jean-Paul Fereira        | AGEG-PSG-GE-MDES-Walwari-NFG | 833          | 23,53        | 2 500       | 47,21       | 5      |               |
|                          | Jessi Américain          | DVG                          | 416          | 11,75        | 2 500       | 47,21       | 5      |               |
|                          | Owen Attica              | Péyi G-LFI-G·s-MJR-FOAG      | 364          | 10,28        | 2 500       | 47,21       | 5      |               |
|                          |                          |                              |              |              |             |             |        |               |
| Suffrages exprimés       | Suffrages exprimés       | Suffrages exprimés           | 3 540        | 97,76        | 5 296       | 98,27       |        |               |
| Votes blancs             | Votes blancs             | Votes blancs                 | 40           | 1,10         | 57          | 1,06        |        |               |
| Votes nuls               | Votes nuls               | Votes nuls                   | 41           | 1,13         | 36          | 0,67        |        |               |
| Total                    | Total                    | Total                        | 3 621        | 100          | 5 389       | 100         | 7      | en stagnation |
| Abstentions              | Abstentions              | Abstentions                  | 9 951        | 73,32        | 8 182       | 60,29       |        |               |
| Inscrits / Participation | Inscrits / Participation | Inscrits / Participation     | 13 572       | 26,68        | 13 571      | 39,71       |        |               |

#### Section de Basse-Mana
| Tête de liste            | Tête de liste            | Liste                        | Premier tour | Premier tour | Second tour | Second tour | Sièges | +/-           |
| Tête de liste            | Tête de liste            | Liste                        | Voix         | %            | Voix        | %           | Sièges | +/-           |
| ------------------------ | ------------------------ | ---------------------------- | ------------ | ------------ | ----------- | ----------- | ------ | ------------- |
|                          | Albéric Benth            | GR                           | 797          | 55,77        | 1 089       | 60,70       | 1      |               |
|                          | Tiarrah Steenwinkel      | AGEG-PSG-GE-MDES-Walwari-NFG | 455          | 31,84        | 705         | 39,30       | 2      |               |
|                          | Jocelyn Thérèse          | FOAG-Péyi G-LFI-G·s-MJR      | 123          | 8,61         | 705         | 39,30       | 2      |               |
|                          | Christine Lola           | DVG                          | 54           | 3,78         | 705         | 39,30       | 2      |               |
|                          |                          |                              |              |              |             |             |        |               |
| Suffrages exprimés       | Suffrages exprimés       | Suffrages exprimés           | 1 429        | 98,76        | 1 794       | 98,63       |        |               |
| Votes blancs             | Votes blancs             | Votes blancs                 | 10           | 0,69         | 14          | 0,77        |        |               |
| Votes nuls               | Votes nuls               | Votes nuls                   | 8            | 0,55         | 11          | 0,60        |        |               |
| Total                    | Total                    | Total                        | 1 447        | 100          | 1 819       | 100         | 3      | en stagnation |
| Abstentions              | Abstentions              | Abstentions                  | 2 006        | 58,09        | 1 634       | 47,32       |        |               |
| Inscrits / Participation | Inscrits / Participation | Inscrits / Participation     | 3 453        | 41,91        | 3 453       | 52,68       |        |               |

## Suites
Afin d'éviter une trop grande proximité des élections suivantes avec les deux tours de l'élection présidentielle et des législatives d'avril et juin 2027, le mandat des conseillers élus en 2021 est exceptionnellement prolongé à six ans et neuf mois. Les prochaines élections ont par conséquent lieu en 2028 au lieu de 2027.